# 116
| Calendário gregoriano                                                        | 116 CXVI                      |
| Ab urbe condita                                                              | 869                           |
| Calendário arménio                                                           | -436 – -435                   |
| Calendário bahá'í                                                            | -1728 – -1727                 |
| Calendário budista                                                           | 660                           |
| Calendário chinês                                                            | 2812 – 2813                   |
| Calendário copta                                                             | -168 – -167                   |
| Calendário etíope                                                            | 108 – 109                     |
| Calendários hindus - Vikram Samvat - Calendário nacional indiano - Cáli Iuga | 171 – 172 37 – 38 3216 – 3217 |
| Calendário Holoceno                                                          | 10116                         |
| Calendário islâmico                                                          | 522 BH – 521 BH               |
| Calendário judaico                                                           | 3876 – 3877                   |
| Calendário persa                                                             | 506 BP – 505 BP               |
| Calendário rúnico                                                            | 366                           |
| Calendário solar tailandês                                                   | 659                           |

116 (CXVI, na numeração romana) foi um ano bissexto do século II do Calendário Juliano, da Era de Cristo,  e as suas letras dominicais foram F e E (52 semanas), teve início a uma terça-feira e terminou a uma quarta-feira.
| Ano completo                          |
| ------------------------------------- |
| Ano bissexto com início à terça-feira |

## Eventos
- Imperador Trajano completa sua invasão da Pártia ao capturar as cidades de Selêucia do Tigre, Babilônia, Ctesifonte e Susa.
- Trajano faz da Síria uma província da Roma e cruza o rio Tigre para anexar Adiabene. Ele segue com seu exército para o golfo Pérsico e conquista o território que se torna a província da Mesopotâmia.
- O Reino de Osroena se torna um reino vassalo do Império Romano.
- Trajano envia duas forças expedicionárias. Uma, consistindo de elementos do Legio III Cyrenaica, para suprimir a revolta na Judeia, e a outra de Legio VII Claudia para restaurar a ordem em Chipre.
- Trajano envia laureate ao senado romano por suas vitórias e por ser o conquistador da Pártia.
- Quintus Marcius Turbo navega para Alexandria e derrota os judeus em diversas batalhas.
- Revolta judaica contra Roma falha.

## Nascimentos
- Liang Na, esposa do Imperador Shundi (m. 150).[1]

## Mortes
- Ban Zhao, primeira historiadora chinesa (45 - 116 d.C.)
- Santo Zaqueu de Jerusalém, bispo de Jerusalém